# Control de alcoholemia

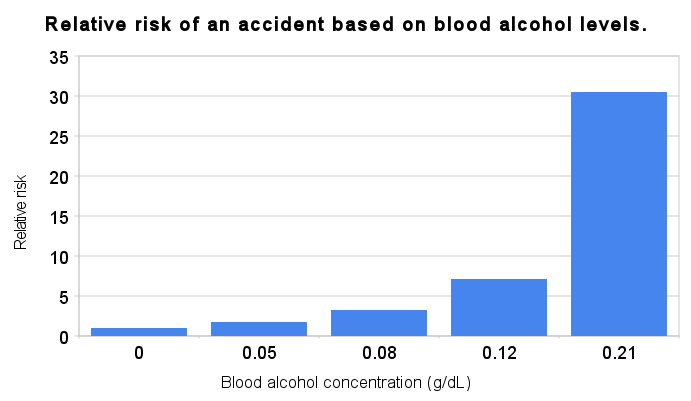
Riesgo relativo de padecer un accidente basado en los niveles de BAC; CAS (blood alcohol concentration; concentración de alcohol en sangre).

El control de alcoholemia es un examen que mide la concentración de alcohol en sangre de una persona, por lo general realizado por la policía de tránsito a conductores en controles aleatorios u otras circunstancias (como accidentes). Se obtiene por medio de un porcentaje de la masa, la masa por el volumen o una combinación. Por ejemplo, un nivel de 0,3 de alcohol en sangre significa 0,3 g de alcohol por cada litro de sangre [Artículo 20 BOE.
Además de medirse la concentración de alcohol en una persona por extracción de sangre, también se mide el alcohol detectado por el aire espirado a través de aparatos específicos. La unidad utilizada es la de «miligramos por litro de aire», que en la práctica usual se convierte de manera convencional en «gramos por litro de sangre», multiplicando por el coeficiente 2. Por ejemplo, 0,5 g/l de alcohol en sangre equivale a 0,25 mg/l de alcohol por aire. Sin embargo este test es menos preciso ya que la toma de medicamentos por inhalador o el uso de algunos enjuagues bucales con etanol pueden dar lugar a mediciones muy superiores a las reales, llegando a marcar entre 5,0 y 6,0.

## Tasa legal de alcoholemia

Tolerancia en el control del alcoholemia al conducir en Europa (g/dl).

En muchos países del mundo es ilegal conducir con cualquier grado de alcohol en la sangre (tolerancia cero). Sin embargo, hay países que tienen cierta tolerancia con respecto al grado de alcohol en la sangre de un conductor, aunque no suele aplicar para conductores profesionales o novatos. La tasa promedio de tolerancia por lo general varía entre 0,05 g/dl (Europa) y 0,08 g/dl (EE.UU). Las sanciones también pueden variar según la concentración de alcohol en una persona, variando entre multas leves hasta detención y pérdida de la licencia por ser considerado ya un crimen. 
En Argentina el límite legal de alcohol en sangre para conducir un automóvil es de 0,5 gramos por litro de sangre (se redujo a cero a principios de 2023), mientras que tiene tolerancia menor para conductores de motos descendiendo a 0,2 g/l. En el caso de conductores profesionales, al volante de transporte de carga o pasajeros, la tolerancia es cero. También hay tolerancia cero en la provincia de Córdoba, Mar del Plata (Buenos Aires) y Salta de este país.
En España la ley no permite la conducción de vehículos si la «tasa de alcoholemia» supera los 0,5 gramos por litro en sangre (o 0,25 mg/l de aire espirado); excepto en los casos de conductores con menos de 2 años de carné o los profesionales, en los que la cifra es de 0,3 g/l de alcohol en sangre, que equivale a 0,15 mg/l en aire. Por encima de estas cifras, se aplican las sanciones correspondientes en el llamado carné por puntos, que prevé la retirada de 4 puntos (hasta 0.5 mg/l o 0.3 mg/l para noveles y profesionales, ambas tasas en aire) o 6 puntos (con tasas por encima de 0.5 mg/l o 0.3 mg/l para noveles y profesionales, ambas tasas en aire). La tasa superior a 0.6 mg/l espirados (o 1.2 g/l en sangre) es constitutiva de delito, conforme al artículo 379.2 del Código Penal.
En Costa Rica la ley de tránsito recibió una reforma en el 2017 en la cual los conductores son sancionados con una multa de 319 000 colones (563 dólares) si al realizar la alcoholimetría se obtiene una alcoholemia de entre 0,50 y 0,75 gramos por litro de sangre o entre 0,25 y 0,38 miligramos por litro (prueba de aire espirado). Además los conductores profesionales y novatos (quienes tienen menos de 3 años con licencia) se rigen bajo los siguientes límites de alcohol, entre 0,20 y 0,50 gramos por litro (prueba de sangre) o entre 0,10 y 0,25 miligramos por litro (prueba de aire espirado). Quienes superen los 0.75 gramos o 0,38 mlg, en caso de conductores particulares o superar los 0,50 gramos o los 0,25 mlg. en caso de conductores profesionales y novatos implica sanción penal. Dar positivo en la prueba con menos de 0,50 gramos o 0,25 mlg. en caso de conductor particular o dar positivo pero no superar los 0,20 gramos o los 0,10 mlg. en caso de conductores profesionales y novatos, no implica sanción penal ni administrativa.

### Otros países
- Conductores profesionales y novatos bajo los efectos del alcohol, entre 0,20 y 0,50 gramos o entre 0,10 y 0,25 miligramos.
- En Francia, la tasa legal es de 0,5 g de alcohol por litro de sangre (o 0,25 mg por litro de aire espirado).
- En Bélgica, la tasa legal es de 0,5 g de alcohol por litro de sangre (o 0,22 mg por litro de aire espirado).
- En Canadá, la tasa legal es de 0,8 g de alcohol por litro de sangre.
- En Suecia, la tasa legal es de 0,2 g de alcohol por litro de sangre.
- En Chile, la tasa legal es de 0,3 g de alcohol por litro de sangre, pero se considera una falta penal; en cambio con un valor igual o superior a 0,8 g de alcohol por litro de sangre se considera un delito
- En Estados Unidos, la tasa legal es de 0,5 g de alcohol por litro de sangre.[4]

### Tolerancia cero
• El salvador
- Argentina
- Australia
- Bangladés
- Brasil
- Brunéi
- Canadá
- Chile
- Colombia
- República Checa
- Estonia
- Fiji
- Alemania
- Hungría
- Israel
- Japón
- Kuwait
- Nueva Zelanda
- Nepal
- Omán
- Catar
- Pakistán
- Paraguay
- Rumania
- Rusia
- Arabia Saudita
- Eslovaquia
- Uruguay[5]
- Emiratos Árabes Unidos
- Vietnam

### 0,02
- China
- Países Bajos
- Noruega
- Polonia
- Puerto Rico
- Rusia
- Serbia
- Suecia
- Ucrania
- Estados Unidos

### 0,03
- Bielorrusia
- Bosnia y Herzegovina (0.031%)
- Chile
- India
- Japón[6]
- Corea

### 0,04
- Lituania

### 0,05
- Australia
- Austria
- Bélgica
- Bulgaria
- Canadá
- Costa Rica
- Croacia
- Dinamarca
- España
- Finlandia
- Francia
- Alemania
- Grecia
- Hong Kong
- Islandia
- Irlanda
- Israel
- Italia
- Letonia
- Luxemburgo
- Malta
- Mauricio[7]
- México
- Países Bajos
- Nueva Zelanda
- Macedonia del Norte
- Perú
- Filipinas
- Portugal
- Escocia
- Eslovenia
- Sudáfrica
- Suiza
- Tailandia
- Taiwán
- Turquía

### 0,06
Las Bahamas

### 0,07
Honduras

### 0,08
- Canadá[8]
- Inglaterra y Gales;[9]
- Malasia
- Nueva Zelanda
- Noruega
- Irlanda del Norte
- Puerto Rico
- Singapur[10]
- Trinidad y Tobago
- Estados Unidos

### 0,1
- Islas Caimán

## Fórmula Widmark
El químico sueco Erik M. P. Widmark desarrolló la siguiente fórmula para determinar la concentración de alcohol en la sangre (control o test de alcoholemia) máxima teórica.
{\displaystyle c={\frac {A}{m\cdot r}}}
donde:
- c es la concentración de alcohol en la sangre
- A es la masa (cantidad) de alcohol ingerida en g
- r es el factor de distribución del individuo
  - varones: 0,68 a 0,70
  - mujeres o varones jóvenes: 0,55 a 0,60
  - lactantes o niños pequeños: 0,75 a 0,80
- m es la masa de la persona en kg (kilogramos)

La curva de Widmark (1932) enuncia que el metabolismo del alcohol transcurre orgánicamente a una velocidad constante, pero lenta.

### Fórmula de Widmark
Cálculo aproximado de la alcoholemia en el transcurso del tiempo.
Co = Ct + ß t
- Co: concentración de alcohol en sangre cuando ocurrió el hecho
- Ct: alcoholemia en el momento de la extracción
- ß: coeficiente de etiloxidación (0,1 g/L - 0,3 g/L según el País)
- t: tiempo transcurrido (en horas).

## Tabla de niveles de alcohol en la sangre
| Efectos progresivos del alcohol | Efectos progresivos del alcohol                                                                       | Efectos progresivos del alcohol |
| g/l                             | Comportamiento                                                                                        | Discapacidad |
| ------------------------------- | --- | --- |
| 0,10 a 0,29                     | - El individuo promedio se ve normal                                                                  | - Con exámenes especiales se pueden detectar algunos efectos sutiles |
| 0,30 a 0,59                     | - euforia suave - relajación - alegría - locuacidad - disminución de la inhibición                    | - concentración |
| 0,60 a 0,99                     | - sentimientos mitigados - desinhibición - extroversión                                               | - razonamiento - percepción profunda - visión periférica - recuperación de la vista después del deslumbramiento                                                                           |
| 1,00 a 1,99                     | - exceso de expresión - vaivenes emocionales - enojo o tristeza - bullicio - disminución de la libido | - reflejos - aumento del tiempo de reacción - motricidad fina - tambaleo, titubeo - dificultad para hablar - disfunción eréctil temporal - posibilidad de intoxicación temporal - amnesia |
| 2,00 a 2,99                     | - estupor - pérdida de la comprensión - deterioro de sensaciones - posibilidad de caer inconsciente   | - deficiencia motora grave - pérdida de la conciencia - amnesia |
| 3,00 a 3,99                     | - depresión grave del sistema nervioso central - pérdida del conocimiento - posibilidad de muerte     | - funcionamiento de la vejiga - hipoventilación - desequilibrio - bradicardia (disminución de la frecuencia cardíaca).                                                                    |
| 4,00 a 4,99                     | - falta general de comportamiento - pérdida del conocimiento - posibilidad de muerte                  | - respiración - frecuencia cardíaca - nistagmo (movimiento involuntario e incontrolable de los ojos) posicional debido al alcohol                                                         |
| 5,00 o más                      | - alto riesgo de intoxicación - posibilidad de muerte                                                 | |